# Tawas City
Pour les articles homonymes, voir Tawas.
Tawas City est une ville située dans l’État américain du Michigan. Elle est le siège du comté de Iosco. Selon le recensement de 2000, sa population est de 2 005 habitants.